# Bluebell Records
La Bluebell Records è stata una casa discografica attiva dal 1959 al 1970.

## Storia
La Bluebell Records è stata fondata a Milano nel 1959 da Antonio Casetta. Faceva parte, insieme ad altre etichette come la Mini Records e la Belldisc, del gruppo Belldisc Italiana S.p.A., che aveva sede in via Turati 28.
Nel 1970 questi marchi furono accorpati in un'unica etichetta che prese il nome di Produttori Associati. Nel 2019 l'utilizzo del marchio è stato riattivato con la nascita della nuova etichetta Bluebelldisc.
Tra gli artisti che produssero dischi con la Bluebell vanno ricordati Piero Ciampi, Carmen Villani, i New Dada, I Corvi, I Barrittas, Claudio Lippi, Rocco Granata, Bruno De Filippi e il suo complesso, Federico Monti Arduini (Il Guardiano del Faro) e molti altri.
Inoltre ha distribuito in Italia la casa discografica statunitense Chancellor.

## I dischi pubblicati
Per la datazione, ci si attiene all'etichetta del disco o della copertina; qualora né l'una né l'altro abbiano una datazione, vale la numerazione del catalogo.
Se esistenti, oltre all'anno sono riportati anche il mese e il giorno (quest'ultimo si trova, a volte, stampato sul vinile).
Va segnalata un'incongruenza cronologica nella numerazione dei 33 giri: infatti dopo il disco Vol. 1º di Fabrizio De André, numerato come 39, il disco successivo, la Messa beat, è numerato come 30, e i successivi continuano questa numerazione (anche quelli del cantautore genovese, tant'è che Tutti morimmo a stento è il numero 32). Non è chiaro il motivo per cui la Bluebell decise di rinnovare la numerazione (causando, evidentemente, problemi per la ricostruzione cronologica delle emissioni, nei casi in cui manca la data sul supporto).
Per quel che riguarda i 45 giri, sono usciti due singoli dei New Dada con lo stesso numero di catalogo, e cioè BB 03151, perché la casa discografica decise di "promuovere" il brano sul lato B, Batti i pugni, a lato A, usando una canzone nuova come retro, cambiando la copertina, ma lasciando lo stesso numero di catalogo.

### 33 giri
| Numero di catalogo | Anno | Interprete                          | Titoli                               |
| ------------------ | ---- | ----------------------------------- | ------------------------------------ |
| BB LP 35           | 1965 | Bruno De Filippi e il suo complesso | Live al Santa Tecla di Milano (1963) |
| BB LP 37           | 1966 | New Dada                            | I'll go crazy                        |
| BB LP 38           | 1966 | Carmen Villani                      | Carmen                               |
| BB LP 39           | 1967 | Fabrizio De André                   | Vol. 1º                              |
| BB LP 30           | 1968 | I Barrittas                         | La messa dei giovani                 |
| BB LP 31           | 1968 | Michele Lacerenza                   | Never my love                        |
| BB LP 32           | 1968 | Fabrizio De André                   | Tutti morimmo a stento               |
| BB LP 33           | 1968 | Fabrizio De André                   | Volume 3º                            |

1. Elemento dell'elenco numerato

### 45 giri
| Numero di catalogo | Anno | Interprete                                                        | Titoli                                                                   |
| ------------------ | ---- | ----------------------------------------------------------------- | ------------------------------------------------------------------------ |
| BB 03004           | 1959 | Jackie Williams (sul lato A)/Vernons (sul lato B)                 | Just a dream/Problems                                                    |
| BB 03008           | 1959 | Niki Davis                                                        | Promise me/Rido                                                          |
| BB 03011           | 1959 | Los Cangaceiros (sul lato A)/Los Muchachos (sul lato B)           | Venus cha cha cha/La bamba                                               |
| BB 03012           | 1959 | Niki Davis                                                        | Quando se ne va l'estate/Forever                                         |
| BB 03013           | 1959 | Lise Reinau                                                       | Kiss Me Honey Honey Kiss Me/(I Don't Care) Only Love Me                  |
| BB 03014           | 1959 | Rocco Granata                                                     | Marina/Manuela                                                           |
| BB 03016           | 1959 | Patti Ford                                                        | At seventeen/Whirlpool of love (Wonderful whirlpool)                     |
| BB 03019           | 1959 | Enrico Intra                                                      | Sempre ammore/Gioco                                                      |
| BB 03020           | 1959 | Carmen Villani                                                    | Sul banco di scuola (ho inciso il tuo nome)/I love you=amore             |
| BB 03021           | 1959 | Carmen Villani                                                    | Espada/Jimmy                                                             |
| BB 03022           | 1960 | Complesso Zoffoli                                                 | Un mare di baci/Preghiera d'amore                                        |
| BB 03024           | 1960 | Niki Davis                                                        | Nuvole/La strada dell'amore                                              |
| BB 03026           | 1960 | Paolo e i Nordisti                                                | Prima di dormir bambina/Un po' di luna                                   |
| BB 03027           | 1960 | Complesso Zoffoli                                                 | Mustapha/T'amerò per sempre                                              |
| BB 03028           | 1960 | Pippo Starnazza                                                   | Tu sei prismatica/Besame mucho                                           |
| BB 03031           | 1960 | Tony Dallara                                                      | Madonnina/Se bacio la tua bocca                                          |
| BB 03035           | 1960 | Bengt Arne                                                        | Tango jalusie cha cha cha/Star dust cha cha                              |
| BB 03039           | 1960 | Niki Davis                                                        | Acquarello in blue/Uno a te, uno a me                                    |
| BB 03045           | 1960 | Danny Davis                                                       | Lonesome Trumpet/Trumpet Cha Cha                                         |
| BB 03044           | 1960 | Piero Litaliano                                                   | Confiteor/La grotta dell'amore                                           |
| BB 03045           | 1961 | Rocco Granata                                                     | Germanina/Ein italiano                                                   |
| BB 03046           | 1961 | Rocco Granata                                                     | Carolina dai!/Biondina                                                   |
| BB 03047           | 1961 | Niki Davis                                                        | Pozzanghere/Pigro mattin                                                 |
| BB 03048           | 1961 | Alberto Cortez                                                    | Monica/Ay Vera                                                           |
| BB 03050           | 1961 | Gary Stites                                                       | Little Lonely One/Honey Girl                                             |
| BB 03052           | 1961 | Gianfranco Intra                                                  | Qualcosa per noi/Curiosando fra le nuvole                                |
| BB 03053           | 1961 | Gianfranco Intra                                                  | I nomadi/Dolci sogni                                                     |
| BB 03054           | 1961 | Carmen Villani                                                    | Tramonto in Canada/La nostra strada                                      |
| BB 03055           | 1961 | Federico Monti Arduini                                            | Dolci sogni/Così                                                         |
| BB 03056           | 1961 | Piero Litaliano                                                   | L'ultima volta che la vidi/Quando il vento si leva                       |
| BB 03058           | 1961 | The Teen Agers                                                    | Alcatraz/Canto nella valle                                               |
| BB 03059           | 1961 | Federico Monti Arduini                                            | Nuvola d'occasione/Ricordo d'amore                                       |
| BB 03068           | 1962 | Federico Monti Arduini                                            | Mai, mai, mai/Ombre                                                      |
| BB 03069           | 1962 | Rocco Granata                                                     | Signorina bella/Gisella                                                  |
| BB 03072           | 1962 | Rocco Granata                                                     | Irena/Lacrime d'amore                                                    |
| BB 03074           | 1962 | Federico Monti Arduini                                            | È Natale/Jingle Bells                                                    |
| BB 03082           | 1962 | Carmen Villani                                                    | Un domani per noi/T'ho voluto tanto bene                                 |
| BB 03083           | 1962 | Joe Damiano                                                       | Creola/Rondine al nido                                                   |
| BB 03084           | 1962 | Bruno De Filippi e il suo complesso                               | Munasterio 'e santa Chiara/Aggio perduto 'o sonno                        |
| BB 03089           | 1962 | Bruno De Filippi e il suo complesso                               | Perry Mason/Guitar Twist                                                 |
| BB 03090           | 1962 | Bruno De Filippi e il suo complesso                               | Nuages/Cuore napoletano                                                  |
| BB 03091           | 1962 | Carmen Villani                                                    | Brucia/Potrai fidarti di me                                              |
| BB 03093           | 1962 | Niki Davis                                                        | Tombola/Girotondo twist                                                  |
| BB 03094           | 1962 | Bruno De Filippi e il suo complesso                               | Twist del barbiere/Arpa twist                                            |
| BB 03096           | 1962 | João Gilberto                                                     | Desafinado/Rosa morena                                                   |
| BB 03097           | 1962 | Federico Monti Arduini                                            | Antonella/Un gomitolo                                                    |
| BB 03098           | 1963 | Bruno De Filippi e il suo complesso                               | Tu verrai/Il nostro amor                                                 |
| BB 03100           | 1963 | Armando Gentile e i Soliti Ignoti                                 | Nun me lassà partì/Così soli....                                         |
| BB 03101           | 1963 | Joe Damiano                                                       | Sei fuggito da una favola/Le voci                                        |
| BB 03102           | 1963 | Federico Monti Arduini                                            | L'organino/Sai...                                                        |
| BB 03104           | 1963 | Carmen Villani                                                    | Lo so/Non verrà da te la felicità                                        |
| BB 03108           | 1963 | Carmen Villani                                                    | Io sono così/Questa sera                                                 |
| BB 03110           | 1963 | Gian Carlo                                                        | Lui e lei/Innamorato di te                                               |
| BB 03111           | 1963 | Jimmy Roselli                                                     | Malafemmena/Her Eyes Shone Like Diamonds                                 |
| BB 03112           | 1963 | Bruno & His Brunos                                                | Stukas/Guitar twist                                                      |
| BB 03113           | 1963 | Bruno De Filippi e il suo complesso                               | Mercoledì/Dammi il numero di telefono                                    |
| BB 03116           | 1963 | Joe Damiano                                                       | Nilo blu/Un solo amore                                                   |
| BB 03117           | 1963 | Pino Catini                                                       | Un fratello per te/La tua stanza                                         |
| BB 03118           | 1963 | Mario Fazi                                                        | Niente di più/Forse mai più                                              |
| BB 03119           | 1964 | Romolo                                                            | Tu, solamente tu/No, non verrò                                           |
| BB 03120           | 1964 | Gianni Maser                                                      | Al mare c'è il sole/Parlano di me                                        |
| BB 03122           | 1964 | Claudio Lippi                                                     | Addio amore/Cosa importa                                                 |
| BB 03122           | 1964 | Claudio Lippi                                                     | Cosa importa/Tu non sai                                                  |
| BB 03123           | 1964 | Carmen Villani                                                    | Imparerò a nuotare/Che cosa vuoi farci                                   |
| BB 03124           | 1964 | Pino Catini (sul lato A)/Roman New Orleans Jazz Band (sul lato B) | Ciao Dolly/Anche gli angeli ballano il surf                              |
| BB 03125           | 1964 | Carmen Villani                                                    | Congratulazioni a te/L'amore che mi hai dato                             |
| BB 03127           | 1964 | Gianni Maser                                                      | Cara mia/Te lo dirò un altro giorno                                      |
| BB 03128           | 1965 | Pino Catini                                                       | Non trovo le parole/Quando ti stancherai di me                           |
| BB 03129           | 1965 | Mario Fazi                                                        | Non tornerà/Un giorno solo                                               |
| BB 03130           | 1965 | New Dada                                                          | Ciò che fai/Domani si                                                    |
| BB 03131           | 1965 | Carmen Villani                                                    | La verità/Baby love                                                      |
| BB 03132           | 1965 | Claudio Lippi                                                     | Come mai, come mai/Se vedrai                                             |
| BB 03134           | 1965 | Carmen Villani                                                    | Amerai solo me/Come fai                                                  |
| BB 03136           | 1965 | Claudio Lippi                                                     | Per ognuno c'è qualcuno/Viva viva!                                       |
| BB 03137           | 1965 | Rodolfo Grieco                                                    | Appoggiami la testa sulle spalle/Il permesso di baciare                  |
| BB 03138           | 1965 | Avengers                                                          | Avengers/Avengers (versione strumentale)                                 |
| BB 03139           | 1965 | New Dada                                                          | La tua voce/Domani si                                                    |
| BB 03141           | 1965 | Bruno De Filippi e il suo complesso                               | Io t'ho incontrata a Napoli/Accarezzame                                  |
| BB 03142           | 1965 | Carmen Villani                                                    | Io ca te voglio bene/Nun era ammore                                      |
| BB 03144           | 1965 | New Dada                                                          | L'amore vero/C'è qualcosa                                                |
| BB 03146           | 1965 | Rodolfo Grieco                                                    | Che cosa darei/Ora tocca a te                                            |
| BB 03147           | 1965 | Emilio Campassi & i Canaris                                       | Non posso più amare nessuno/Vai pure via                                 |
| BB 03148           | 1966 | Michel Sidney                                                     | Aline/Non dire mai                                                       |
| BB 03149           | 1966 | Carmen Villani                                                    | Anche se mi vuoi/Passa il tempo                                          |
| BB 03150           | 1966 | Claudio Lippi                                                     | La ragazza che mi va/Se tu vuoi                                          |
| BB 03151           | 1966 | New Dada                                                          | Non dirne più/Batti i pugni                                              |
| BB 03151           | 1966 | New Dada                                                          | Batti i pugni/Sick and tired                                             |
| BB 03154           | 1966 | New Dada                                                          | T Bird/I'll go crazy                                                     |
| BB 03155           | 1966 | Carmen Villani                                                    | Bada Caterina/Brillo e bollo                                             |
| BB 03156           | 1966 | Joe Damiano                                                       | La nave dei miei sogni/Teneramente                                       |
| BB 03158           | 1966 | Los Norte Americanos                                              | Spanish Flea/What Now My Love                                            |
| BB 03159           | 1966 | Claudio Lippi                                                     | Gira le spalle al mondo/La lettera                                       |
| BB 03160           | 1966 | Los Pekenikes                                                     | Filo di seta/Sombras y reias                                             |
| BB 03161           | 1966 | Carmen Villani                                                    | Mille chitarre contro la guerra/Ti prego resta accanto a me              |
| BB 03162           | 1966 | Claudio Lippi                                                     | Maria Maria/Il nostro giorno                                             |
| BB 03163           | 1966 | New Dada                                                          | Lady Jane/Quindicesima frustata                                          |
| BB 03165           | 1967 | I Messaggeri                                                      | Torna da me/Più dolcemente tu vivrai                                     |
| BB 03169           | 1967 | Los Pekenikes                                                     | Di fronte al palazzo/Drappo vecchio                                      |
| BB 03172           | 1967 | Maurizio Arcieri                                                  | Ballerina/Non c'è bisogno di camminare                                   |
| BB 03173           | 1967 | Rodolfo Grieco                                                    | Coraggio amore mio/Il mondo cambia                                       |
| BB 03174           | 1967 | Mister Anima                                                      | Non voglio pietà/Solitude Time                                           |
| BB 03176           | 1967 | I Barrittas                                                       | Dusu amigusu/Su stracu                                                   |
| BB 03177           | 1967 | Fabrizio De André                                                 | Preghiera in gennaio/Si chiamava Gesù                                    |
| BB 03178           | 1967 | Claudio Lippi                                                     | Si Maria/Suonano le chitarre                                             |
| BB 03179           | 1967 | Maurizio Arcieri                                                  | Lady Jane/T'amo da morire                                                |
| BB 03180           | 1967 | Paolo Rugolo                                                      | Tu non sei come sembri/E' finita l'allegria                              |
| BB 03181           | 1967 | I Messaggeri                                                      | Qui/Non sai molto di me                                                  |
| BB 03182           | 1967 | Probus Harlem                                                     | A Whiter Shade of Pale/Hold on, I'm Coming                               |
| BB 03183           | 1967 | The Fugs                                                          | Morning, morning/Frenzy                                                  |
| BB 03184           | 1967 | Michele Lacerenza                                                 | Over and over/Io potrei                                                  |
| BB 03185           | 1967 | Mister Anima                                                      | La mia passeggiata/L'attrazione                                          |
| BB 03186           | 1967 | Claudio Lippi                                                     | Una testa dura/Gira le spalle al mondo                                   |
| BB 03187           | 1967 | Fabrizio De André                                                 | Via del Campo/Bocca di rosa                                              |
| BB 03188           | 1967 | Carmen Villani                                                    | Non c'è bisogno di camminare/Se se se                                    |
| BB 03189           | 1967 | Fabrizio De André                                                 | Caro amore/Spiritual                                                     |
| BB 03190           | 1967 | I Corvi                                                           | Bambolina/Nemmeno una lacrima                                            |
| BB 03191           | 1967 | Probus Harlem                                                     | Homburg/Love, Drugs and Sex                                              |
| BB 03193           | 1967 | Fabrizio De André                                                 | La canzone di Barbara/Carlo Martello ritorna dalla battaglia di Poitiers |
| BB 03193           | 1967 | Fabrizio De André                                                 | Carlo Martello ritorna dalla battaglia di Poitiers/Il testamento         |
| BB 03194           | 1967 | I Barrittas                                                       | Filo di seta/Se io ti regalo un fiore                                    |
| BB 03195           | 1967 | Cochi e Renato                                                    | Gli Indiani/La gallina                                                   |
| BB 03196           | 1968 | I Corvi                                                           | Datemi un biglietto d'aereo/Questo è giusto                              |
| BB 03197           | 1968 | Paolo Rugolo                                                      | Guarda dove vai/Non è tardi                                              |
| BB 03198           | 1968 | Michele Lacerenza                                                 | Never my love/Filo di seta                                               |
| BB 03199           | 1968 | Cochi e Renato                                                    | A me mi piace il mare/7+                                                 |
| BB 03201           | 1968 | I Barrittas                                                       | Sanctus/Agnus Dei                                                        |
| BB 03202           | 1968 | Fabrizio De André                                                 | La canzone di Marinella/Amore che vieni, amore che vai                   |
| BB 03203           | 1968 | I Barrittas                                                       | Non uccidere/Introito                                                    |
| BB 03204           | 1968 | Fabrizio De André                                                 | La ballata del Miche'/La guerra di Piero                                 |
| BB 03205           | 1968 | I Barrittas                                                       | Ho bisogno di te/Proprio stasera                                         |
| BB 03206           | 1969 | Fabrizio De André                                                 | Il gorilla/Nell'acqua della chiara fontana                               |
| BB 03207           | 1969 | Fabrizio De André                                                 | Leggenda di Natale/Inverno                                               |

### 45 giri - Mini Rec
| Numero di catalogo | Anno | Interprete   | Titoli                                  |
| ------------------ | ---- | ------------ | --------------------------------------- |
| BB 2001            | 1967 | Stormy Six   | Oggi piango/Il mondo è pieno di gente   |
| BB 2002            | 1967 | Fiammetta    | Quando la campana suonerà/Little man    |
| BB 2003            | 1967 | Claus        | Soldato universale/Colori               |
| BB 2004            | 1967 | Fiammetta    | Ricordare o dimenticare/Grida alla vita |
| BB 2005            | 1967 | Tony Pulcini | Come sarà la mia città/Non ci pensare   |
| BB 2006            | 1967 | Stormy Six   | Lui verrà/L'amico e il fico             |
| BB 2007            | 1967 | I Gemini 4   | Io pagherò/Sì è lei                     |
| BB 2008            | 1967 | Claus        | San Francisco/Colori                    |
| BB 2009            | 1968 | Fiammetta    | Prega per me/Una chitarra dimenticata   |
| BB 2010            | 1968 | Ketty        | Scusa caro/Se amo un ragazzo            |

### 33 giri - serie OFF
Questa collana dell'etichetta era gestita da Roberto Dané
| Numero di catalogo | Anno | Interprete       | Titoli                  |
| ------------------ | ---- | ---------------- | ----------------------- |
| BNO/LP 27          | 1968 | Duilio Del Prete | Dove correte!           |
| GO/LP 301          | 1969 | Giorgio Gaslini  | Africa!                 |
| VO/LP 201          | 1969 | Beppe Chierici   | Chierici canta Brassens |
| PABNO/LP 101       | 1970 | Duilio Del Prete | La bassa landa          |
| BNO/LP 102         | 1970 | Giorgio Gaslini  | Ballate e canzoni       |

### 45 giri - serie OFF
| Numero di catalogo | Anno | Interprete       | Titoli                                           |
| ------------------ | ---- | ---------------- | ------------------------------------------------ |
| BNO/NP 16101       | 1969 | Duilio Del Prete | L'isola/Pan                                      |
| BNO/NP 16102       | 1970 | Duilio Del Prete | La bassa landa/Il galeone                        |
| BNO/NP 16103       | 1970 | Franca Mazzola   | Mi sono innamorata di Yves Montand/Che bell'idea |
| BNO/NP 16104       | 1970 | Franca Mazzola   | Chissà perché/Questo è un amore                  |

### EP
| Numero di catalogo | Anno | Interprete   | Titoli                                             |
| ------------------ | ---- | ------------ | -------------------------------------------------- |
| EPBB 305           | 1959 | Tony Dallara | Madonnina/Se bacio la tua bocca/Cynzia/Verde amore |